# Djalayirides
1336–1432
Entités précédentes :
- Ilkhanat de Perse

Entités suivantes :
- Timourides
- Qara Qoyunlu

Les Djalayirides ou Jalâyirides (1336-1432) sont une dynastie musulmane issue de la dynastie princière mongole des Djalayir, associée à Hülegü, petit-fils de Gengis Khan et fondateur de la dynastie des Ilkhans mongols de l'Iran.
Le fondateur de la dynastie jalâyiride, Hassan Bozorg (« Hassan le grand » en persan) fut gouverneur d’Anatolie pour le compte de l’ilkhan Abu Saïd, dont la mort en 1336 sonna le glas de la puissance ilkhanide.
Hassan Bozorg s’établit à Bagdad tout en reconnaissant la souveraineté des khans de paille ilkhanides, mais son fils Oveys Ier affirma son indépendance et conquit l’Azerbaïdjan et le Fârs au détriment des Mozaffarides.
Ses successeurs firent face à la montée en puissance des Qara Qoyunlu (« Moutons Noirs ») turcomans et aux campagnes de Tamerlan, qui obligèrent Ahmad Ier à s’exiler en Égypte jusqu’à la mort du conquérant en 1405. Les derniers Jalâyirides régnèrent sur un domaine réduit autour de Bassora jusqu’à leur renversement par les Qara Qoyunlu en 1432.

## Dirigeants jalâyrides
| Dates     | Nom                                             | Fils de                                         |                                                                     |                                                 |
| --------- | ----------------------------------------------- | ----------------------------------------------- | ------------------------------------------------------------------- | ----------------------------------------------- |
| 1336-1356 | Tâj ad-Dîn Hasan Buzurg                         | Husayn                                          | Fonde la dynastie, mais ne prend pas de titre souverain             |                                                 |
| 1356-1374 | Oveys Ier                                       | Hasan                                           | Prend le titre de sultan, règne à Bagdad.                           |                                                 |
| 1374-1374 | Hasan                                           | Oveys                                           | Désigné comme coprince avec son frère cadet Husayn qui l'assassine. |                                                 |
| 1374-1382 | Jalâl ad-Dîn Husayn Ier                         | Oveys                                           | Contesté par son frère `Alî qui prend Bagdad (1380).                |                                                 |
| 1382-1383 | Bâyazîd                                         | Oveys                                           | En Irak `Ajamî (ou Al-Jibâl).                                       |                                                 |
| 1382-1410 | Ghiyâth ad-Dîn Ahmad                            | Oveys                                           | Expulsé de Bagdad par Tamerlan, s'exile en Égypte (avant 1405).     |                                                 |
| 1410-1411 | Chah Valad                                      | Ahmad                                           | Règne à Bassorah sur le Khouzistan et le sud de l'Irak.             |                                                 |
| 1411-1411 | Mahmûd                                          | Chah Valad                                      | Premier règne, à Bassorah.                                          |                                                 |
| 1411-1421 | Oveys II                                        | Chah Valad                                      |                                                                     |                                                 |
| 1421-1421 | Muhammad                                        | Chah Valad                                      |                                                                     |                                                 |
| 1421-1424 | Mahmûd                                          | Chah Valad                                      | Second règne                                                        |                                                 |
| 1424-1432 | `Ala' ad-Dawla Husayn II                        |                                                 |                                                                     |                                                 |
| 1432      | Conquête du sud de l’Irak par les Qara Qoyunlu. | Conquête du sud de l’Irak par les Qara Qoyunlu. | Conquête du sud de l’Irak par les Qara Qoyunlu.                     | Conquête du sud de l’Irak par les Qara Qoyunlu. |